# Menat (muziekinstrument)
Een menat is een halsketting uit het oude Egypte, dat tevens als muziekinstrument diende. Het object was een eerbetoon aan godin Hathor.
De menat werd tot de nieuwe tijd nauwelijks gebruikt. Het werd uitgevonden als een middel om de lichaamshouding van mensen te verbeteren: doordat er een relatief zwaar amulet op de rug van de drager hing, kreeg zijn of haar lichaam meer de neiging om rechtop te staan. 
Het amulet op de rug had op muzikaal gebied de functie van castagnetten, maar was kleiner. Het bestond uit twee delen van glas, ivoor of brons die geluid maakten als deze twee delen tegen elkaar geklapt zouden worden. Later in de Egyptische oudheid werd dit amulet ook als een los instrument gemaakt, en speelde het een belangrijke rol in de oud-Egyptische muziek.